# Slaget ved Magnesia
Slaget ved Magnesia var et slag i december 190 f.Kr. ved Magnesia ad Sipylum (i det moderne Tyrkiet) mellem Antiochus den Stores hær og allierede Rom og Pergamon. Kampen endte med en romersk sejr og førte til fred Apamea. Kampen er skildret af Livius og Appian.
38°36′N 27°24′Ø / 38.6°N 27.4°Ø